# Adrien Chabrié
Pour les articles homonymes, voir Chabrié.
Adrien Chabrié est un homme politique français né le 3 août 1855 à Moissac (Tarn-et-Garonne) et décédé le 2 octobre 1926 à Brassac (Tarn-et-Garonne)

## Biographie
Fils de Pierre Chabrié, député, il commence une carrière comme avocat en 1875, avant d'entrer dans les cabinets ministériels, auprès de Charles de Freycinet. Il sera conseiller général du canton de Moissac de 1919 à 1925 et maire de Moissac. Il entre ensuite dans la diplomatie, occupant divers postes de vice-consul entre 1882 et 1893. Il succède à son père comme député de Tarn-et-Garonne en 1893, et conserve son siège jusqu'en 1903, où il est élu sénateur. Il ne se représente pas en 1909, et reprend des fonctions de diplomate, comme consul général de France à Trieste, puis à Milan. Il prend sa retraite en 1917.

## Sources
- « Adrien Chabrié », dans le Dictionnaire des parlementaires français (1889-1940), sous la direction de Jean Jolly, PUF, 1960 [détail de l’édition]